# Северна белоглава сова
Северна белоглава сова (лат. Ptilopsis leucotis) врста је сове из породице правих сова. Јужна белоглава сова била је првобитно укључена у ову врсту, док су ове две врсте данас одвојене и припадају заједничком роду званом белоглаве сове.

## Распрострањеност
Ова сова живи у Африци, на подручју између Сахаре и екватора. Јавља се у Бенину, Буркини Фасо, Камеруну, Централноафричкој Републици, Чаду, Демократској Републици Конго, Обали Слоноваче, Џибутију, Еритреји, Етиопији, Гамбији, Гани, Гвинеји, Гвинеји Бисао, Кенији, Либерији, Малију, Мауританији, Нигеру, Нигерији, Сенегалу, Сијера Леонеу, Сомалији, Судану, Тогоу и у Уганди.

## Понашање
Северна белоглава сова има прилично занимљив одбрамбени механизам. Када је суочена са предатором (као што су друге сове) мало већим од себе, птица почиње да маше својим крилима како би изгледала већа. Међутим, када се суочи са нечим много већим од себе, она повлачи своје перје унутра, продужава своје тело, и сужава очи на танке прорезе. Сматра се да овај механизам користи како би се камуфлирала, а овакво понашање северна белоглава сова дели са својим рођацима попут врсте Otus senegalensis.
Велики број различитих врста сова, међу којима је и северна белоглава сова, развиле су способност „прикривања положаја”, који се састоји од стискања и скупљања тела како би изгледале као сломљене гране, а неке врсте такође могу да сузе своје очи до најмањих прореза и оборе своје крило преко груди како би прикриле јарке боје на горњем делу тела. Овакво понашање је, поред северне белоглаве сове, уочено и код вриштеће сове која тако у свом природном окружењу реагује на претње.